# Alicja Ulatowska
Alicja Ulatowska (1996) es una deportista polaca que compite en acuatlón. Ganó una medalla de oro en el Campeonato Mundial de Acuatlón de 2019.

## Palmarés internacional
| Campeonato Mundial | Campeonato Mundial   | Campeonato Mundial | Campeonato Mundial |
| Año                | Lugar                | Medalla            | Prueba             |
| ------------------ | -------------------- | ------------------ | ------------------ |
| 2019               | Pontevedra ( España) | Medalla de oro     | Individual         |